# Muzea w województwie opolskim
 Muzea województwa opolskiego - spis muzeów, mających siedzibę na terenie województwa opolskiego, podzielony według tematyki ekspozycji.
Wymienione placówki są prowadzone przez jednostki samorządu terytorialnego (województwo, powiat, gmina (miasto)), osoby prawne, kościoły i związki wyznaniowe, szkoły (uczelnie), a także przez osoby prywatne.
| Typ muzeum                                     | Placówki |
| ---------------------------------------------- | --- |
| Muzea archeologiczne i historyczne             | - Centralne Muzeum Jeńców Wojennych w Łambinowicach-Opolu - Muzeum Czynu Powstańczego w Górze Świętej Anny (oddział Muzeum Śląska Opolskiego w Opolu) - Centrum Dokumentacyjno-Wystawiennicze Niemców w Polsce (oddział Wojewódzkiej Biblioteki Publicznej im. E. Smołki w Opolu)                                                                   |
| Muzea etnograficzne oraz skanseny              | - Muzeum Wsi Opolskiej w Opolu - Wielokulturowa Izba Regionalna w Trzebinie - Izba Regionalna Historii Lokalnej w Kolonowskiem |
| Muzea przyrodnicze, geologiczne i geograficzne | - JuraPark Krasiejów |
| Muzea regionalne i miejskie                    | - Muzeum im. Jana Dzierżona w Kluczborku - Muzeum Śląska Opolskiego w Opolu - Muzeum Regionalne w Głogówku - Muzeum Regionalne w Oleśnie - Muzeum Regionalne w Praszce - Muzeum Towarzystwa Ziemi Kozielskiej w Kędzierzynie-Koźlu - Muzeum w Nysie - Muzeum Ziemi Prudnickiej - Powiatowe Muzeum Ziemi Głubczyckiej - Izba Regionalna w Namysłowie |
| Muzea sakralne i religijne                     | - Muzeum Diecezjalne w Opolu |
| Muzea oraz skanseny techniki                   | - Muzeum Porcelany Śląskiej w Tułowicach - Muzeum Hutnictwa Doliny Małej Panwi w Ozimku - Muzeum Energetyki w Niemodlinie - Muzeum Gazownictwa w Paczkowie - Centrum Tradycji Tkackich w Prudniku - Izba Techniki Młynarskiej w Namysłowie |
| Muzea wojskowe                                 | - Izba Pamięci Lotników w Kędzierzynie-Koźlu |
| Muzea zamkowe i pałacowe                       | - Pałac w Maciejowie - Pałac w Mosznej - Wieża Piastowska w Opolu - Wieża Woka w Prudniku - Zamek Piastów Śląskich w Brzegu |
| Pozostałe muzea                                | - Muzeum Polskiej Piosenki w Opolu - Park Miniatur Olszowa |